# Trichopelma steini
Espèce
Synonymes
- Euthycaelus steini Simon, 1889
- Psalistops steini (Simon, 1889)

Trichopelma steini est une espèce d'araignées mygalomorphes de la famille des Theraphosidae.

## Distribution
Cette espèce est endémique de l'État d'Aragua au Venezuela,.

## Description
La carapace de la femelle holotype mesure 9,2 mm de long sur 7,3 mm et l'abdomen 12 mm de long sur 8 mm.
La femelle  décrite par Mori et Bertani en 2020 mesure 11,24 mm.

## Systématique et taxinomie
Cette espèce a été décrite sous le protonyme Euthycaelus steini par Simon en 1889. Elle est placée dans le genre Holothele par Raven en 1985, dans le genre Psalistops par Guadanucci et Weinmann en 2014 puis dans le genre Trichopelma par Mori et Bertani en 2020.

## Publication originale
- Simon, 1889 : « Arachnides. Voyage de M. E. Simon au Venezuela (décembre 1887-avril 1888). 4e Mémoire. » Annales de la Société Entomologique de France, sér. 6, vol. 9, p. 169-220 (texte intégral).